# UNAMIR

Baretka medalu ONZ za misję UNAMIR

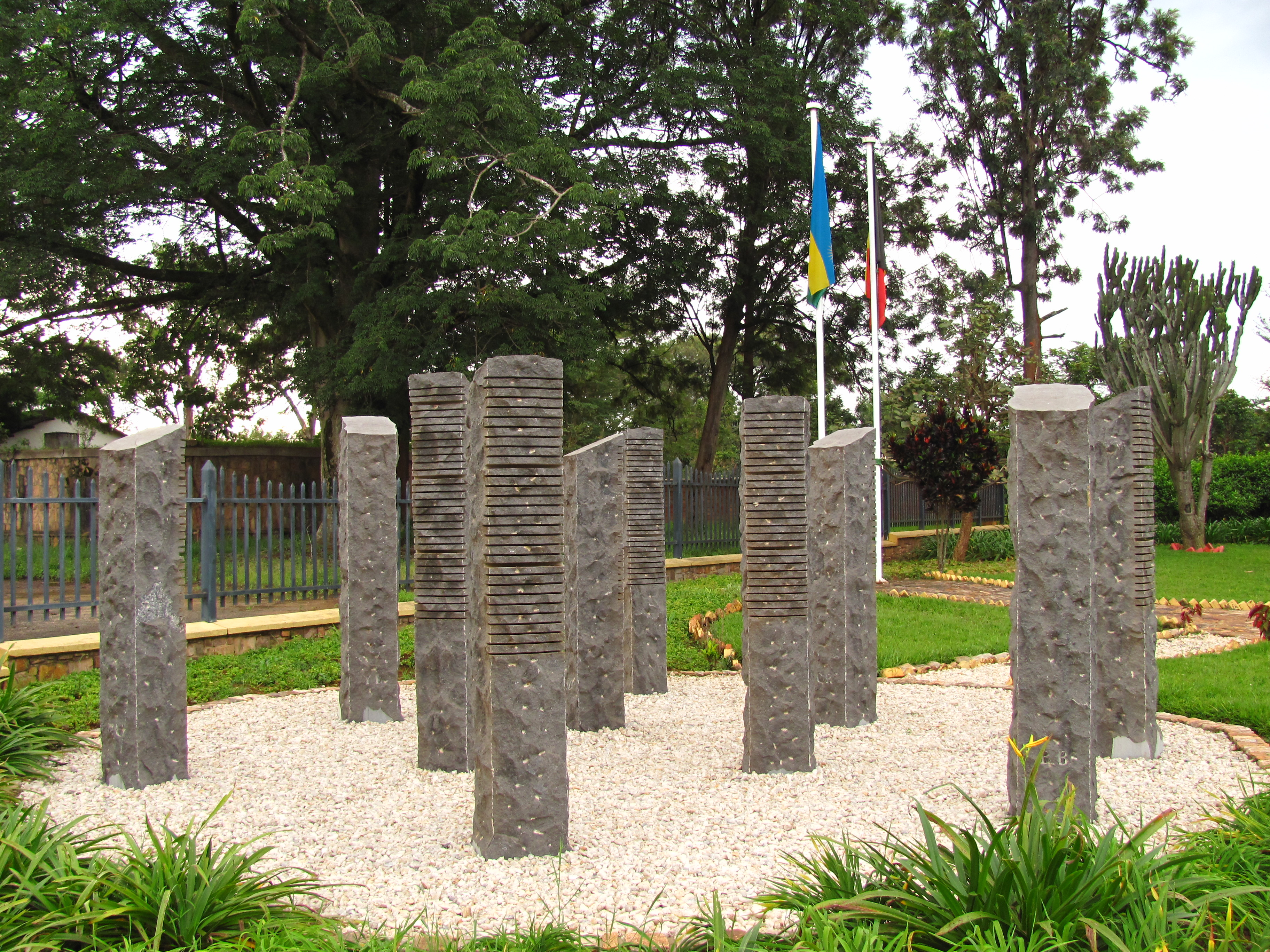
Pomnik belgijskich żołnierzy poległych w Kigali

Misja Organizacji Narodów Zjednoczonych do spraw Pomocy Rwandzie, UNAMIR (ang. United Nations Assistance Mission in Rwanda) – misja pokojowa ONZ w Rwandzie z siedzibą w Kigali. Trwała od października 1993 do marca 1996. Została ustanowiona rezolucją S/RES/872 Rady Bezpieczeństwa ONZ z 5 października 1993. Jej zadaniem była pomoc w realizacji porozumień pokojowych z Aruszy, podpisanych 4 sierpnia 1993 r. Misja UNAMIR przejęła także misję UNOMUR. W trakcie jej trwania zginęło 27 żołnierzy.

## Mandat sił pokojowych
Siły pokojowe otrzymały mandat na sześć miesięcy, który późniejszymi rezolucjami był przedłużany. 
Zdecydowano, według nakreślonych przez sekretarza generalnego rekomendacji, że mandat UNAMIR (do którego wcielono UNOMUR) obejmować będzie:
1. utrzymywanie bezpieczeństwa w stolicy Rwandy – Kigali (oraz jej okolicach), w tym między innymi utrzymywanie strefy zdemilitaryzowanej, ustanowionej przez strony Porozumienia z Arushy,
2. monitorowanie porozumienia o zawieszeniu broni oraz ustanowienie strefy zdemilitaryzowanej i procedur demilitaryzacyjnych
3. utrzymywanie bezpieczeństwa w trakcie sprawowania rządów tymczasowych, prowadzących do wyborów,
4. pomoc w odminowywaniu, w szczególności poprzez szkolenie w tym zakresie,
5. czuwanie nad procesem repatriacji rwandyjskich uchodźców i przesiedleńców w sposób bezpieczny i humanitarny,
6. wspieranie koordynacji pomocy humanitarnej
7. badanie incydentów z udziałem żandarmerii i policji.

Specjalnym Przedstawicielem Sekretarza Generalnego, odpowiadającym za UNAMIR został Jacques-Roger Booh-Booh, którego po ludobójstwie w Rwandzie zastąpił Shaharyar M. Khan.

## Liczebność

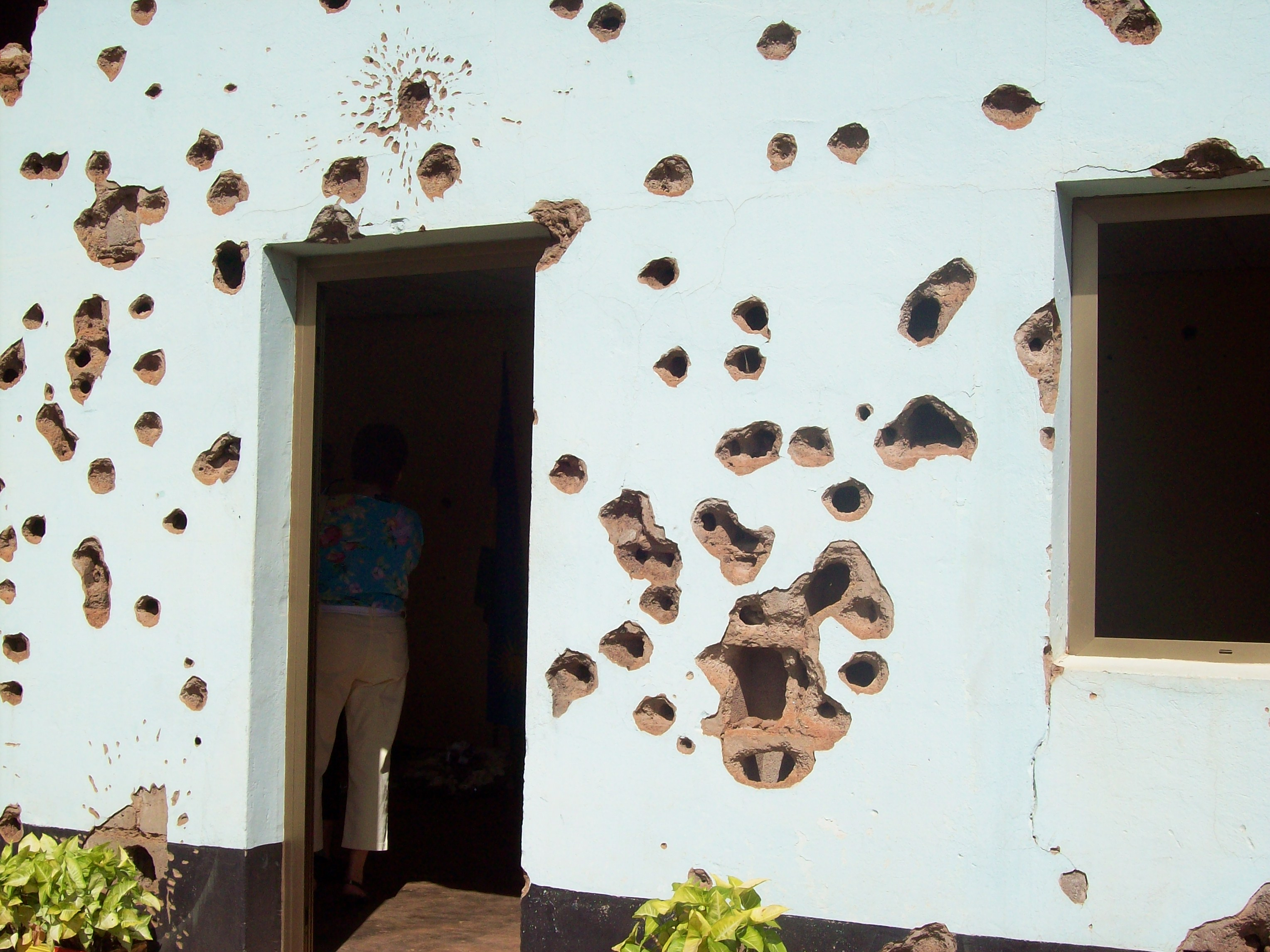
Ślady po kulach na ścianach budynku w którym zginęli belgijscy żołnierze sił pokojowych

W lutym 1996 personel misji obejmował:
- 1252 żołnierzy
- 146 obserwatorów wojskowych
- 160 międzynarodowego personelu cywilnego
- 160 personelu lokalnego
- 56 wolontariuszy ONZ

## Państwa uczestniczące

### Afryka
Czad,  Dżibuti,  Egipt,  Etiopia,  Ghana,  Gwinea,  Gwinea Bissau,  Kenia,  Kongo,  Malawi,  Mali,  Niger,  Nigeria,  Senegal,  Togo,  Tunezja,  Zambia,  Zimbabwe,

### Europa
Austria,  Belgia,  Hiszpania,  Holandia,  Niemcy,  Polska,  Rumunia,  Rosja,  Słowacja,  Szwajcaria,  Wielka Brytania,

### Pozostałe kontynenty
Argentyna,  Australia,  Bangladesz,  Brazylia,  Fidżi  Indie,  Jordania,  Kanada,  Pakistan,  Urugwaj,  Gujana

### Polski kontyngent
W skład polskiego kontyngentu, wysłanego do Kigali w grudniu 1993 weszło pięciu oficerów i chorążych, w tym major Ryszard Chudy, major Jerzy Mączka, major Marek Pazik i major Stefan Steć. Ich zadaniem było przygotowanie planów organizacji i wsparcia logistycznego UNAMIR.